# Synallaxe ardent
Synallaxis rutilans
Espèce
Répartition géographique
Statut de conservation UICN

 LC  : Préoccupation mineure
Le Synallaxe ardent (Synallaxis rutilans) est une espèce d'oiseaux de la famille des Furnariidae.

## Répartition et sous-espèces
Selon la classification de référence du Congrès ornithologique international (15.1, 20325) il se répartit en sept sous-espèces (ordre phylogénique) :
- S. r. caquetensis Chapman, 1914 — sud-est de la Colombie, est de l'Équateur et nord-est du Pérou ;
- S. r. confinis Zimmer, 1935 — nord-ouest du Brésil ;
- S. r. dissors Zimmer, 1935 — au nord de l'Amazone ;
- S. r. amazonica Hellmayr, 1907 — sud-ouest de l'Amazonie ;
- S. r. rutilans Temminck, 1823 — à l'est du rio Madeira ;
- S. r. omissa Hartert, 1901 — à l'est du rio Tocantins noirâtre ;
- S. r. tertia Hellmayr, 1907 — nord-est de la Bolivie et sud-ouest du Brésil.